# Mikoyan-Gurevich DIS
El Mikoyan-Gurevich DIS (T, DIS-200) (en ruso: Дис, Дальний истребитель сопровождения - "caza-escolta de largo alcance"), también se le conoció como MiG-5 - МиГ-5,  fue un prototipo soviético de caza de la Segunda Guerra Mundial. Había proyectos de desarrollarlo como versión de avión de reconocimiento y bombardero ligero, pero estos planes, nunca se materializaron. El MiG DIS era un avión de líneas elegantes con dos motores, doble timón de dirección, un esbelto fuselaje y construcción mixta. Solo se construyeron dos ejemplares

## Desarrollo
El primero de los dos prototipos desarrollados bajo la designación T, estaba motorizado con dos Mikulin AM-37. Realizó su primer vuelo a finales de 1941 y tuvo un buen comportamiento en las pruebas de vuelo. La segunda máquina, denominada IT, portaba dos motores Shvetsov M-82F y estuvo completado en octubre de 1942, pero no llegó a completar sus pruebas de vuelo al ser cancelado el proyecto. A pesar del buen comportamiento en vuelo y capacidades del prototipo, la NKAP decidió que las capacidades y funcionamiento eran demasiado similares al del Petlyakov Pe-2, que ya estaba en producción.
La designación de servicio MiG-5 fue reservada para esta aeronave, pero finalmente, nunca fue utilizada. La misma designación se aplica erróneamente en ocasiones al Mikoyan-Gurevich I-211, un prototipo basado en el MiG-3.

## Operadores
Unión Soviética
- Fuerza Aérea Soviética

## Especificaciones DIS T

### Características generales
- Tripulación: 1 piloto
- Longitud: 10,9 m (35,7 ft)
- Envergadura: 15,1 m (49,5 ft)
- Altura: 3,4 m (11,2 ft)
- Superficie alar: 38.9 m² (419 pies²)
- Peso vacío: 5.446 kg (12.006 lb)
- Peso cargado: 7.605 kg (16.731 lb)
- Peso máximo al despegue: 8.000 kg
- Planta motriz: 1× motor V12 Mikulin AM-37.
  - Potencia: 1030 kW (1381 HP; 1400 CV)

### Rendimiento
- Velocidad máxima operativa (Vno): 610 km/h
- Alcance: 2280 km (1231 nmi; 1417 mi)
- Techo de vuelo: 10 900 m (35 761 ft)
- Régimen de ascenso: 15,2 m/s
- Carga alar: 196 kg/m² 40 lb/pie²
- Potencia/peso: 0,27 kW/kg

### Armamento
- Ametralladoras: 6× 

  - 2x ametralladora de 12.7 mm Berezin UB, con 300-600 proyectiles por arma.
  - 4x ametralladoras de 7.62 mm ShKAS, con 1.000 - 1.500 proyectiles por arma.

- Cañones: 1× cañón de 23 mm VYa, 200-300 proyectiles.